# Llengües mosetenes
Les llengües mosetenes o mosetén-tsimané són un petit grup de llengües quasi-aïllades parlades a Bolívia. Pròpiament consta de les varietats de mosetén (585 parlants el 2000; 750 el 2003) i del chimané o tsimané (4.735 en 2000; 4.000-8.000 el 2003; 5.316 el 2007).
Des de la promulgació del decret suprem Núm. 25894 l'11 de setembre de 2000 el tsimané i el mosetén són dues de les llengües indígenes oficials de Bolívia, el que va ser inclòs en la Constitució Política en ser promulgada el 7 de febrer de 2009.

## Classificació
Les llengües mosetenes no tenen parentiu provat amb cap altra família de Sud-amèrica, encara que s'han proposat possibles relacions amb altres famílies. El mosetén ha estat comparat més sovint amb les llengües pano-tacanes, i fins i tot diversos autors han proposat una macrofamília macro-pano que inclouria al mosetén. Igualment Morris Swadesh va especular amb una relació entre les llengües chon i les llengües mosetenas.
A més existeix una certa quantitat de lèxic comú amb el puquina i l'uru-chipaya, encara que això podria indicar més que una relació genètica una influència cultural.
El projecte comparatiu Automated Similarity Judgment Program suggereix una possible relació llunyana amb les llengües peba–yaguan, parlades a la regió on convergeixen el Perú, Colòmbia i el Brasil. No obstant això, aquesta similitud podria deure's a raons accidentals i no és prova en ferma de parentiu.

### Llengües de la família
D'acord amb Adelaar les família mosetena consistiria en:
- Mosetén de Santa Ana
- Mosetén de Covendo
- Chimané o Tsimané

## Esbós gramatical

### Fonologia
Les llengües mosetenas presentaninventarios de fonemes vocàlics d'entre 5 i 6 vocals, depenent de la varietat, per al mosetén de Covendo es té:
|               | Anterior | Central | Posterior |
| ------------- | -------- | ------- | --------- |
| Vocal tancada | i/ĩ      |         |           |
| Vocal mitjana | e/ẽ      | ə/ə̃     | o/õ       |
| Vocal oberta  |          | a/ã     |           |

Per al mosetén de Santa Ana i el chimane es té el següent inventari vocàlic:
|               | Anterior | Central | Posterior |
| ------------- | -------- | ------- | --------- |
| Vocal tancada | i/ĩ      | ɨ/ɨ̃     |           |
| Vocal mitjana | e/ẽ      | ə/ə̃     | o/õ       |
| Vocal oberta  |          | a/ã     |           |

Quant a les consonants es té següent l'inventari de fonemes consonàntics de les llengües mosetenas:
|            |            | Labials | Coronal | Palatals | Velars | Glotals |
| ---------- | ---------- | ------- | ------- | -------- | ------ | ------- |
| Oclusives  | sordas     | p       | t, tj   |          | k      | ʔ       |
| Oclusives  | aspirades  | ph      |         |          | kh     |         |
| Oclusives  | sonores    | b       | d, dj   |          |        |         |
| Fricatives | Fricatives | f       | s       | ʃ        |        | h       |
| Africades  | senzilles  |         | ts      | tʃ       |        |         |
| Africades  | aspirades  |         | tsh     | tʃh      |        |         |
| Nasals     | Nasals     | m       | n       | ɲ        |        |         |
| Vibrants   | Vibrants   |         | r       |          |        |         |
| Semivocals | Semivocals |         | ʋ       | j        |        |         |

### Lèxic i classes de paraules
Quant al lèxic i les classes de paraules en les llengües mosetenas, es pot assenyalar el següent (Sakel, 2009: 343-347):
- En general el mosetén i el chimane són molt similars en el que concerneix les classes de paraules. Es distingeixen classes de paraules obertes, a saber: noms, adjectius, adverbis i verbs; i classes tancades, com ara els pronoms, els adverbis de lloc i les partícules.
- El mosetén presenta un sistema de pronoms molt ric. En el quadre 4, es mostren els pronoms personals lliures, els quals són similars en les tres varietats (Mosetén de Covendo [CO], Mosetén de Santa Ana [SA] i Tsimane [CH]). S'observen, a més, dos pronoms demostratius, un per a cada gènere: öi ‘aquesta’ i uts ‘aquest’ [CH, SA] / iits ‘aquest’ [CO]. Els pronoms possessius són les formes dels pronoms personals, combinats amb una marca de vinculació o nexe, com s'observa a yäe-sï’ phen [1SG-NEX.F dona (F)] ‘la meva muller’ [CO].

|                 | Mosetén de Covendo [CO] | Mosetén de Santa Ana [SA] | Tsimané [CH] |
| 1SG ‘jo’        | yäe                     | yäe                       | yu           |
| 2SG 'tu'        | mi                      | mi                        | mi           |
| 3SG.M ‘ell’     | mi'                     | mu'                       | mu'          |
| 3SG.F ‘ella’    | mö’                     | mo'                       | mo'          |
| 1PL ‘nosaltres' | tsin                    | tsun                      | tsun         |
| 2PL ‘vostés'    | mï’ïn                   | mi’in                     | mi’in        |
| 3PL.M ‘ells'    | mi’in                   | mu’in                     | mu’in        |
| 3PL.F ‘elles'   | mö’in                   | mo’in                     | mo’in        |

- En les llengües mosetenas, es distingeixen adverbis de lloc que estan constituïts per formes pronominals combinades amb marcadors relacionals. Aquests adverbis expressen tres nivells de distància ('a prop', '(molt) lluny', 'aquí') i coincideixen en gènere amb un nom que és a prop, en general el tema del discurs, com s'aprecia en (1). També s'observen adverbis de lloc lèxics, com p. ex. p.ej. faj ‘fora’, mej ‘abaix’, etc.

| (1) | Mi’                                                               | jen’ | mi’   | ji-te-’               | Maria    | mö-wë. |
|     | 3SG.M                                                             | pare | 3SG.M | enviar-PON.MOCT-3.F.O | María(F) | 3.F-RA |
|     | ‘El pare hi va enviar Maria (lluny, no visible des d'aquí).’ [co] |      |       |                       |          |        |

- En el quadre 5, es presenten els numerals, de l'1 al 10, en mosetén de Covendo i chimane:

|    | Mosetén de Covendo    | Chimane               |
| 1  | jïrïs (F)/ jïrïty (M) | yiris (F)/ yirity (M) |
| 2  | päeräe’               | pärä’                 |
| 3  | chhibin               | chibin                |
| 4  | tsiis                 | vajpedye’             |
| 5  | khanam’               | ’canam’               |
| 6  | jaebae in             | jäbän                 |
| 7  | yaewaetidye’          | yävätidye’            |
| 8  | khen’khan             | quenćan               |
| 9  | arajtyak              | araj tac              |
| 10 | tyak                  | yiri’ tac             |

- El mosetén presenta, a més, dues partícules evidenciales, katyi’ ‘rumors', com s'observa en (2), i ishtyi’ ‘sensorial’, com s'aprecia en (3). Aquestes partícules són utilitzades opcionalment per a subratllar que alguna cosa està basat en una experiència personal o en rumors d'uns altres. A més dels evidenciales, s'observen també marcadors discursius que són utilitzats molt sovint, com, per exemple, els marcadors d'èmfasis anik, tyäkä’ i räeique, que emfatitzen la importància del que diu el parlant, i marcadors com em’ i khäque, que expressen ‘d'aquesta manera, llavors, bé’.

| (2) | Mö-wë                                                | katyi’ | jady-i-ki-’.              |
|     | 3.F-RA                                               | RPT    | anar.i.tornar-EX-MOCK-F.S |
|     | ‘Ella va anar-hi i va tornar – algú em va dir.’ [co] |        |                           |

| (3) | Mö-wë                                               | ishtyi’ | jady-i-ki-’.              |
|     | 3.F-RA                                              | EVI     | anar.i.tornar-EX-MOCK-F.S |
|     | ‘Ella va anar-hi i va tornar – Ho vaig veure.’ [co] |         |                           |

### Morfologia
Quant a la morfologia de les llengües mosetenas, es pot assenyalar el següent (Sakel, 2009: 347-358):
- Les llengües mosetenas són sobretot aglutinants, encara que existeixen una sèrie de característiques fusionales, bàsicament en el sistema verbal. En aquestes llengües, es distingeixen processos morfològics d'afixació, reduplicació i cliticización. La majoria d'afixos apareixen amb verbs com a sufixos; també s'observa un conjunt de prefixos i un infix.
- Quant a la morfologia nominal, s'observen marcadors de relació nominal, la funció de la qual podria comparar-se amb la dels ‘casos' o preposicions obliqües en altres llengües. Aquests marcadors (o clíticos) s'uneixen a la frase nominal per a marcar diferents nocions, així com la noció de 'lloc', com s'observa en (4). Alguns exemples de marcadors de relació nominal són -ja’ ‘en, prop de, enfront de’, ‑khan ‘en, baix’, -we ‘riu avall, darrere, a l'altre costat’.

| (4) | Mu’-che’                                             | jáman-che’ | farajje-te-in.  |
|     | 3.M-SUP                                              | platja-SUP | deixar-3.M.O-PL |
|     | ‘Ho van deixar-hi a la platja.’ [CH] (Gill 1999: 12) |            |                 |

- En la morfologia nominal, s'observa també un marcador de número plural, el clítico -in, com en wiya’-in ‘ancians' [CO, SA]. La pluralitat pot expressar-se també a través de la reduplicació o, més encara, pot també entendre's sense la presència d'un marcador. A més de la pluralitat, es distingeixen també dos gèneres en mosetén, el femení (F) i el masculí (M). L'assignació del gènere és arbitrària, excepte en els casos d'éssers vius superiors i humans, el sexe dels quals generalment es reflecteix en l'assignació de gènere. El mosetén presenta, a més, un sistema de concordança de gènere extensa, que apareix en pronoms i elements basats en pronoms, com els adverbis de lloc, i en elements que mostren el nexe vinculador, com els números ordinals, com s'observa en (5):

| (5) | Chhibin’-yi’-si’                           | mayedye’ | khindyem’-ra’ | karijtyaki-tsin.  |
|     | 3-ORD-NEX.F                                | dia(F)   | finalment-IRR | treballar.M.S-1PL |
|     | ‘El tercer dia, finalment treballem.’ [CO] |          |               |                   |

- Quant als adjectius en Mosetén, poden expressar una àmplia varietat de significats, com p. ex. edat, valor, trets físics, colors, etc., i poden aparèixer en una posició de modificació, com en (6), o predicació, com en (7).

| (6) | där-tyi’                              | shi’  |
|     | gran-NEX.M                            | tapir |
|     | ‘un tapir gran’ [CH] (Gill 1999: 151) |       |

| (7) | mo’                      | shiish | jaem’ |
|     | 3SG.F                    | carn   | bo    |
|     | ‘la carn està bona’ [CO] |        |       |

- En mosetén, alguns adjectius poden actuar com a adverbis de manera, com p. ex. jaem’ ‘bo, bé’ en jaem’si’ jaesdye’ ‘bona chicha’ i jaem’ jaes-i-’ ‘fa bé la chicha’. S'observen, a més, diversos adverbis temporals, com p. ex. khin’ ‘avui, ara’, mäen’jä’ ‘ahir’, nöjnöj ‘demà’, pamin ‘abans', etc.
- Quant a la morfologia verbal, la família mosetén presenta un sistema complex de referència creuada en els verbs, amb marcació de gènere i, en un cas (1PL inclusiva), de persona del subjecte en els verbs intransitivos, i amb diverses combinacions de les categories gènere, número i persona del subjecte i/o objecte en els verbs transitius.
- En mosetén, els verbs estan organitzats en un sistema de predicats complexos, que consten d'un element inflexivo i un element no inflexivo. En (8), per exemple, sak- ‘anar-se’ és l'element no inflexivo que es combina amb l'element inflexivo ‑yi- ‘fer, ser’, glossat com ‘FAC.COP’. La majoria dels elements inflexivos, que corresponen a una classe tancada, poden aparèixer també per si sols com a verbs simples, com s'observa en (9):

| (8) | Yäe                  | sak-yi-ø.            |
|     | 1SG                  | anar-se-FACT.COP-M.S |
|     | ‘Jo me'n vaig.’ [CO] |                      |

| (9) | Yäe                      | yi-ø.   |
|     | 1SG                      | dir-M.S |
|     | ‘Jo dic (quelcom).’ [CO] |         |

- En la família mosetén, l'aspecte es marca per mitjà d'afixos, reduplicació, clíticos, partícules i construccions amb uns certs verbs. Les distincions aspectuals que s'observen en aquestes llengües són el progressiu, com en (10), l'habitual, l'incoatiu, l'iteratiu, com en (11), i el duratiu.

| (10) | Ćosh-va’jo-i’                                       | na   | mo’   | jäye’ | yu. |
|      | dormir-PTCP-F.S                                     | FOCC | 3SG.F | néta  | 1SG |
|      | ‘La meva néta estava dormint.’ [CH] (Gill 1999: 86) |      |       |       |     |

| (11) | Ka-’-b-e-’.                                        |
|      | aplaudir-ITE-aplaudir-EX-3.F.O                     |
|      | ‘Ell li aplaudeix a ella (diverses vegades).’ [CO] |

- Les llengües mosetenas presenten diversos marcadors de moció associada, la funció de la qual és indicar que una acció pren lloc mentre s'està en moviment, com p. ex. -chu- 'realitzar en el camí cap aquí’ en (12), o a l'arribada després del moviment, com p. ex. sh- ‘venir per a dur a terme una acció’ en (13).

| (12) | Ćhei’-ya’-ye-chu-ban.                                          |
|      | vora-ADES-FACT.COP-SUP-REP                                     |
|      | ‘Ell es va apropar (a la seva tornada).’ [CH] (Gill 1999: 124) |

| (13) | Karij-tya-ki-j-sh-a’.             |
|      | dur-PON-ANTP-DIR-MOCS-1PI.S       |
|      | ‘Vindrems a treballar aquí.’ [CO] |

### Sintaxi
Quant a les característiques sintàctiques de les llengües mosetenas, es pot assenyalar el següent (Sakel, 2009: 358-366):
- L'ordre de les paraules en les clàusules verbals és relativament flexible, però hi ha una preferència per l'ordre bàsic SV(O).
- En les clàusules predicatives, el subjecte i el predicat es combinen solament mitjançant la juxtaposició, com s'observa en (14):

| (14) | Dyïñäe’                      | trampa. |
|      | Dyïñäe                       | trampa  |
|      | ‘Dyïñäe és una trampa.’ [CO] |         |

- Les clàusules interrogatives poden presentar pronoms interrogatius, marcadors de pregunta o tots dos. Els marcadors de preguntes són utilitzats en preguntes informatives (preguntes per a obtenir informació), com en (15), preguntes absolutes (preguntes sí/no), com en (16), i també poden donar una indicació del que el parlant espera que sigui la resposta, com en (17).

| (15) | Jun’-dash                                                               | boj-ban            | mi? |
|      | com-INT                                                                 | superfície-REP.M.S | 2SG |
|      | ‘Per què vas arribar a la superfície (al llac?)?’ [CH] (Gill 1999: 141) |                    |     |

| (16) | Anik-dyaj                          | mï’ïn | bis-te           | Sheshejwintyi’? |
|      | ENF-INTA                           | 2PL   | esperar-EX.3.M.O | Creador         |
|      | ‘¿Estas esperant al Creador?’ [CO] |       |                  |                 |

| (17) | Jedye’                          | am   | mö’   | fächdyïm’?                |
|      | cosa                            | INTI | 3SG.F | fletxa.de.palma.de.chonta |
|      | ‘¿Què és aquest fächdyïm?’ [CO] |      |       |                           |

- En mosetén, s'observen diferents combinacions de clàusules, a saber: clàusules coordinades, que es realitzen a través de la juxtaposició, clàusules contrastives, com en (18), clàusules relatives, com en (19), clàusules de complement, com en (20), i clàusules adverbials (de motiu, lloc, manera, temps i propòsit), com en (21).

| (18) | Ji’-säcs-e-’                                                | tsan’ | yu  | jam | säcs-i-’.     |
|      | CAUS-menjar-EX-3.F.O                                        | però  | 1SG | NEG | menjar-EX-F.S |
|      | ‘La vaig alimentar però no va menjar.’ [CH] (Gill 1999: 58) |       |     |     |               |

| (19) | Mi’                                                            | soñi’ | näij-te-tyi’          | mi  | ïnöj-yä’    | äej-ä-te       | jiri-ty | ïtsïkï. |
|      | 3SG.M                                                          | home  | veure-PON.3.M.O-NEX.M | 2SG | moment-ADES | matar-EX-3.M.O | un-M    | jaguar  |
|      | ‘L'home que has vist fa una estoneta ha matat un jaguar.’ [CO] |       |                       |     |             |                |         |         |

| (20) | Khin-ra’                           | jemoñ-e-’         | jaem’ | jaes-i-’-mi.             |
|      | ara-IRR                            | haver.de-EX-3.F.O | bo    | mastegar.yuca-EX-F.S-2SG |
|      | ’Ara has de fer chicha bona.’ [CO] |                   |       |                          |

| (21) | Jam-ra’ | mö’   | soñi-tye-te         | khäkï-rä’  | anik | min-min | kinakdye’, | wodyo’          | kishri-i.     |
|      | NEG-IRR | 3SG.F | home-PON-APLD.3.M.O | perquè-IRR | ENF  | ASO-RED | jaguar     | en.quatre.potes | pintar-EX.M.S |
|      | ‘Ella no pot tenir valor (per a veure-ho), perquè realment està entre tigres, en quatre potes, pintada.’ [CO] |       |                     |            |      |         |            |                 |               |

- En mosetén, la negació general s'expressa amb la partícula jam, com en (22). En aquestes llengües, s'observen també diferents estructures de veu, a saber: la veu causativa, aplicativa, mitjana, antipassiva i passiva. A manera d'exemple, es presenta en (23) una oració en veu passiva. Finalment, les llengües mosetenas presenten diverses partícules discursives, que inclouen els marcadors de focus, com ara näjä’ 'focus contrastiu' en (24), i els marcadors de certesa.

| (22) | Pärëj-ki                  | jam | me’-in. |
|      | altre-CNTR                | NEG | així-PL |
|      | ‘Altres no só així.’ [CO] |     |         |

| (23) | Mö’                                                                | raem’-ya-k.          |
|      | 3SG.F                                                              | mossegar-FACT.COP-PP |
|      | ‘Ella va ser mossegada.’ (Ella va veure o escoltar l'insecte) [CO] |                      |

| (24) | Yäe-sï’                                                                     | tï’ | näjä’ | Jeanette! |
|      | 1SG-NEX.F                                                                   | nom | FOCC  | Jeanette  |
|      | ‘El meu nom és Jeanette!’ (Resposta a la pregunta ‘¿Com estas Sofia?’) [CO] |     |       |           |